# هنادی الکندری
هَنادی الکَندَری (۱۹ مارس ۱۹۸۷) بازیگر کویتی است. حرفهٔ خود را به عنوان روزنامه‌نگار آغاز کرد و سپس به مجری‌گری روی آورد، جایی که با برنامهٔ «نظر شما، جوانان» که از سپتامبر ۲۰۰۸ تا اوت ۲۰۰۹ از تلویزیون الرای پخش می‌شد، به موفقیت بزرگی دست یافت. سپس به بازیگری روی آورد. در پایان سال ۲۰۱۱ در سریال درام «خاطرات خیلی خانوادگی» نقش آفرید، پس از موفقیتش در این سریال، به بازیگری در سریال‌های درامی بسیاری ادامه داد. در سال ۲۰۱۳ با بازی در نمایش‌های «مسیر امن» و «محبوبه» به دنیای تئاتر وارد شد. با نقش‌آفرینی در فیلم «دوشک» در سال ۲۰۲۰ به دنیای سینمای درآمد.

## زندگی و پیشه
هنادی الکندری زادهٔ ۱۹ مارس ۱۹۸۷ در کویت‌شهر است. پس از گرفتن دیپلم دبیرستان خود به عنوان روزنامه‌نگار در یک روزنامه مشغول به کار شد. سپس مجری برنامهٔ «نظر شما جوانان» را که از تلویزیون الرای پخش می‌شد، شد. او از سپتامبر ۲۰۰۸ تا اوت ۲۰۰۹ به مجری‌گری آن ادامه داد.
سپس فعالیت خود را تغییر داد و بازیگر شد. او در سریال درام «خاطرات خیلی خانوادگی» در سال‌های ۲۰۱۱–۲۰۱۲ به همراه ابراهیم الحربی و هدی الخطیب بازی کرد. پس از موفقیتش در این سریال، به بازیگری ادامه داد و با ورود به دنیای هنر در پایان سال ۲۰۱۱، حجاب اسلامی خود را برداشت. در بدو ورود به عرصهٔ رسانه، حجاب داشت. در سال ۲۰۱۲، در دو سریال درام «گروه انسان» و «به جانم قسم» شرکت کرد. او در سریال‌های درامی گوناگونی نقش آفریده است، از جمله: «مطلقه‌های جوان» و «من درخواست طلاق نمی‌کنم» در ۲۰۱۳؛ «دوستان مادام‌العمر»، «بسمه منال»، «منطقهٔ ممنوعه» و «نگاه‌های گذرا» در ۲۰۱۴؛ «از جوانی عاشقت بودم»، «وضعیت منایر»، «خاطره کاغذی» و «جنگ دل‌ها» در ۲۰۱۵؛ «چهرهٔ جعلی»، «پنج دختر» و «مسیر عروس‌ها» در ۲۰۱۶؛ «رومانا»، «نخ‌های ابریشم»، «امانی العمر» در ۲۰۱۷؛ «بوی روح» و «نهم فوریه» در ۲۰۱۸؛ «آرزوهای دور»، «مرزهای شر»، «از مادرم چه می‌دانی»، «هفت در» در ۲۰۱۹؛ «کمرشکن» در ۲۰۲۰؛ «نبض مؤقت» در ۲۰۲۱؛ «ترفندهای زنانه» در ۲۰۲۲؛ «زخم‌ها» در ۲۰۲۳.
الکندری در سال ۲۰۱۳ با بازی در نمایش‌های «مسیر امن» و «محبوبه» به دنیای تئاتر وارد شد. از آن هنگام در نمایش‌های بسیاری نقش آفریده است، از جمله: «حلقه پادشاهان» در ۲۰۱۴؛ «کارخانهٔ کارتن‌سازی» در ۲۰۱۵؛ «خانهٔ شیرینی‌ها» در ۲۰۱۶؛ «لیلا و گرگ» در ۲۰۱۷؛ «رؤیاهای خیابانی»، «توتا و شیتای میمون» و «رؤیاها» در ۲۰۱۸؛ «گود نایت» در ۲۰۱۹؛ «خرگوش‌ها» در ۲۰۲۱؛ «زیتورا» در ۲۰۲۲؛ «تو دِ مون»، «شهر پنگوئن‌ها ۳»، «دو تنها در خانه» در ۲۰۲۳؛ «انتخاب با شماست» در ۲۰۲۴.
او با بازی در فیلم «دوشک» در سال ۲۰۲۰ به سینما درآمد.

## جوایز
در سال ۲۰۱۵، او به همراه صمود، جایزه ی بهترین بازیگر نقش اول زن را در جشنواره برترین‌های رمضان برای بازی در سریال «خاطره ی کاغذی» دریافت کرد. همچنین برندهٔ بهترین بازیگر زن نقش اول برای سریال «نهم فوریه» در یازدهمین دورهٔ جشنواره برترین‌های رمضان در ۲۰۱۸ شد.در سال ۲۰۱۹ برای بازی در سریال «درباره مادرم چه می‌دانی؟» جایزه بهترین بازیگر نقش اول زن را در همان جشنواره از آن خود کرد. 

## زندگی شخصی
هنادی الکندری برای اولین بار در نوزده سالگی و بر اساس تمایل شخصی خود برای تشکیل خانواده و داشتن یک زندگی زناشویی پایدار، با یک مرد کویتی خارج از جامعهٔ هنری و رسانه‌ای به شکل سنتی ازدواج کرد.  او پدر سه پسر او، یوسف، عبدالله و عبداللطیف است، اما آن‌ها بعداً از هم جدا شدند. سپس با عبدالله بهمن، بازیگر، ازدواج کرد، اما آن‌ها در آوریل ۲۰۱۳ پس از دو ماه ازدواج از هم جدا شدند. پس از جدایی از عبدالله بهمن، او در مارس ۲۰۱۴ با محمد الحداد، کارگردان، ازدواج کرد. محمد الحداد از همسر اولش یک دختر به نام ماریا دارد. در اکتبر همان سال، او دوقلوهایی به دنیا آورد که نامشان آدم و ایوا است. در ژوئیه ۲۰۲۲، او پسرشان نوح را و در اکتبر ۲۰۲۳، دخترش آریا را به دنیا آورد. در ۱۶ نوامبر ۲۰۲۴ دختران دوقلویی به دنیا آورد که آن‌ها را تالا و تالیا نامید.
الکندری تحت تزریق فیلر و بوتاکس، جراحی پلاستیک گوش و تکنیک تگزاس قرار گرفته است.